# 121가지 마음
121가지 마음(팔리어: ekavīsasatāni cittāni, 영어: one hundred twenty-one cittas, one hundred twenty-one consciousness)은 특히 상좌부의 교학과 아비담마 그리고 수행에서 사용하는 용어로, 욕계 · 색계 · 무색계 · 출세간에 속한 총 121가지의 마음을 말한다. 아비담마에 따르면, 21가지 마음은 모두 대상의 인식, 즉, 앎이라는 동일한 본질적인 성질을 가지기 때문에 실제로는 하나의 마음이다. 즉, 121가지 마음이란 하나의 마음의 121가지 유형 또는 상태이다. 121가지 마음은 89가지 마음 중 출세간의 마음 8가지를 세분하여 얻어진 것이다. 즉, 이 8가지를 초선 · 제2선 · 제3선 · 제4선의 4선의 체계가 아닌, 초선 · 제2선 · 제3선 · 제4선 · 제5선의 5선정의 체계에 따라 세분하면 40가지(8 × 5 = 40)가 있으며, 따라서 총 121가지 마음이 있게 된다(89 - 8 + 40 = 121).
- 욕계 마음 一 54가지 一 누적 54가지
      - 해로운 마음 一 12가지 一 누적 12가지
  - 원인 없는 마음 一 18가지 一 누적 30가지 
  - 욕계 아름다운 마음 一 24가지 一 누적 54가지
- 색계 마음 一 15가지 一 누적 69가지
      - 색계 유익한 마음 一 5가지 一 누적 59가지
  - 색계 과보의 마음 一 5가지 一 누적 64가지
  - 색계 작용만 하는 마음 一 5가지 一 누적 69가지
- 무색계 마음 一 12가지 一 누적 81가지
      - 무색계 유익한 마음 一 4가지 一 누적 73가지
  - 무색계 과보의 마음 一 4가지 一 누적 77가지
  - 무색계 작용만 하는 마음 一 4가지 一 누적 81가지
- 출세간의 마음 一 40가지 一 누적 121가지
      - 출세간의 유익한 마음 一 20가지 一 누적 101가지
  - 출세간의 과보의 마음 一 20가지 一 누적 121가지

## 같이 보기
- 아름다운 마음
- 아름답지 않은 마음
- 유익한 마음
- 과보의 마음